# Technische Universität Magdeburg
Die Technische Universität Magdeburg, von 1953 bis 1961 als Hochschule für Schwermaschinenbau Magdeburg und von 1961 bis 1987 als Technische Hochschule Magdeburg bezeichnet, war eine ingenieurwissenschaftlich ausgerichtete Hochschule mit Promotions- und Habilitationsrecht, die von 1953 bis 1993 bestand. Sie hatte ihren Sitz in der Stadt Magdeburg, zur damaligen Zeit Bezirksstadt des Bezirks Magdeburg in der Deutschen Demokratischen Republik (DDR) und gegenwärtig Landeshauptstadt des deutschen Bundeslandes Sachsen-Anhalt. Die Hochschule, deren Schwerpunkt in Ausbildung und Forschung im Bereich des Maschinenbaus lag, war ab 1961 nach Otto von Guericke benannt. Im Oktober 1993 entstand aus der Technischen Universität und zwei anderen Magdeburger Hochschulen die Otto-von-Guericke-Universität Magdeburg.

## Geschichte

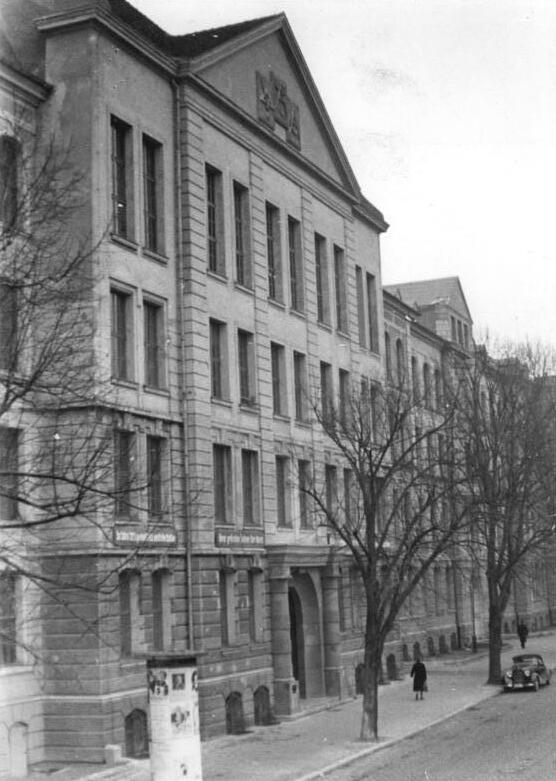
Das Gebäude der Ingenieurschule für Bauwesen, in dem 1954 der Lehrbetrieb der neugegründeten Hochschule begann

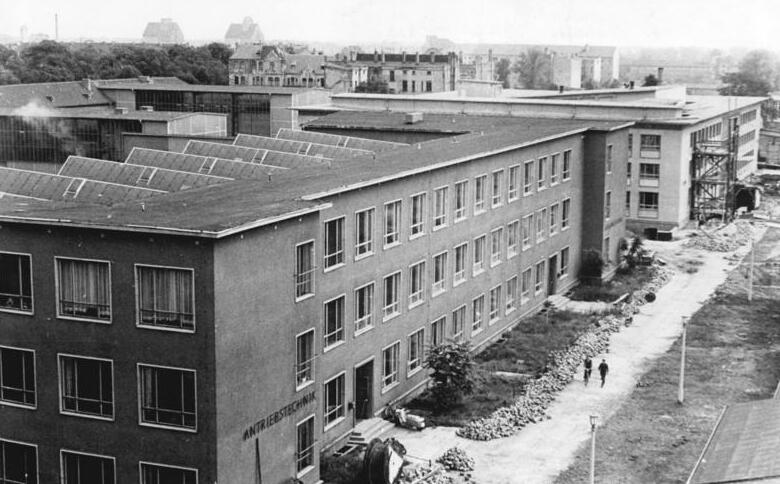
Neubau-Komplex der Hochschule, 1963

Die Hochschule für Schwermaschinenbau Magdeburg ging zurück auf die in Magdeburg bereits zuvor bestehende Fachschule für Schwermaschinenbau, die aus der 1871 gegründeten Maschinenbauschule entstanden war. Sie wurde mit Beschluss des zuständigen Ministeriums vom 6. August 1953 gegründet und zählte damit zu den ersten Hochschulneugründungen in der DDR. Der Lehrbetrieb begann im Oktober 1953 mit 532 Studenten und 27 Lehrkräften in Form eines Vorpraktikums in Magdeburger Maschinenbaufirmen, die offizielle Eröffnung fand am 3. März 1954 statt. Nach ihrer Gründung erhielt die Hochschule zunächst vorhandene Räumlichkeiten der in Magdeburg bestehenden Ingenieurschule für Bauwesen, 1956 wurde mit dem Institut für Werkstoffkunde und Werkstoffprüfung das erste neu errichtete Gebäude übergeben und der Grundstein für einen umfassenden Hochschulneubau im Magdeburger Stadtzentrum gelegt.

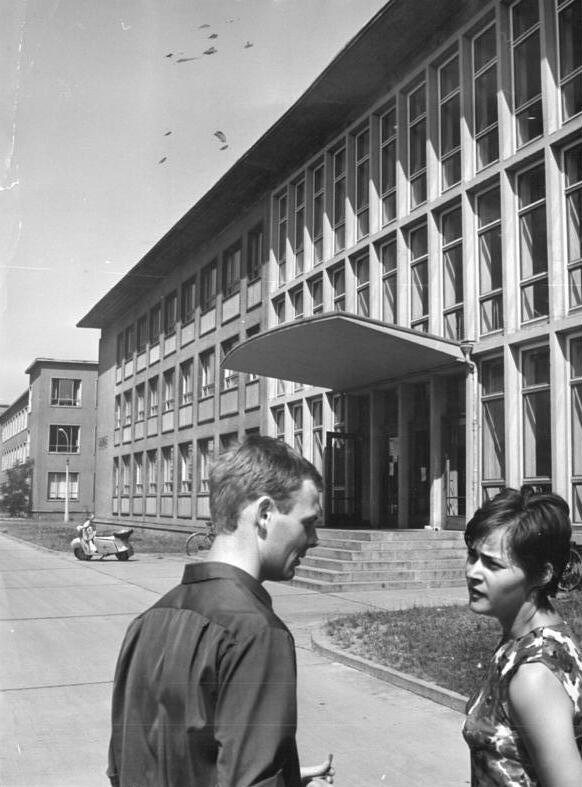
Das Chemische Institut der THM, 1968

Ausbildungs- und Forschungsschwerpunkt an der Hochschule im Rahmen der Hochschullandschaft der DDR war der Bereich des Schwermaschinen- und Anlagenbaus. Nach der Gründung entstanden an der THM dementsprechend 1954 die Fakultät I für Mathematik, Naturwissenschaften und Technische Grundwissenschaften sowie 1956 die Fakultät II für Technologie des Maschinenbaus und die Fakultät III für Maschinenbau. Das Studium mit einer Regelstudienzeit von elf Semestern orientierte sich an Studienplänen der Fakultät für Maschinenbau der Technischen Hochschule Dresden. Im August 1957 wurde an der Hochschule die erste Promotion durchgeführt, 1959 beendeten die ersten 174 Absolventen ihr Studium.
Im Mai 1961 erfolgte die Umbenennung in Technische Hochschule Magdeburg und die Verleihung des Namens Otto von Guericke. Im gleichen Jahr erhielt die THM den ersten an einer Hochschule in der DDR installierten Großrechner ZRA 1. Die Zahl der Studienplätze betrug 1963 etwa 490 pro Studienjahr in 16 Ausbildungsrichtungen, in denen 2618 Studenten immatrikuliert waren, von denen 1965 direkt an der Hochschule studierten und 653 ein Fernstudium absolvierten. Zu diesem Zeitpunkt waren an der THM 298 Mitarbeiter in den Bereichen Forschung und Lehre beschäftigt, darunter 44 Professoren und Dozenten. Neben den technischen Ingenieursfächern bestanden unter anderem auch die Studiengänge Mathematik, Physik und Chemie, darüber hinaus war die THM in diesen Fächern auch an der Ausbildung von Medizinstudenten der Medizinischen Akademie Magdeburg beteiligt.
1965 erfolgte die Gründung einer Fakultät IV für Elektrotechnik. Mit der dritten Hochschulreform von 1968 wurde das Studium neu gegliedert in ein zweijähriges Grundstudium, an das sich zwei Jahre Fachstudium anschlossen, dem entweder ein einjähriges Vertiefungsstudium mit dem Diplom als Abschluss oder ein dreijähriges Forschungsstudium mit dem Ziel der Promotion folgte. Die Inhalte des Studiums wurden in größerem Umfang auf die naturwissenschaftlichen, technischen, technologischen und ökonomischen Grundlagenfächer ausgerichtet, ebenso wurde der Praxisbezug der Ausbildung verstärkt. Darüber hinaus kam es im Rahmen der Reform wie auch an den anderen Hochschulen in der DDR zur Bildung von fakultätsübergreifenden Sektionen, denen die Leitungsaufgaben übertragen wurden. Im Jahr 1987 wurde die THM in eine Technische Universität umgewandelt. Nach der politischen Wende in der DDR und der deutschen Wiedervereinigung entstand am 3. Oktober 1993 aus der Technischen Universität Magdeburg, der Medizinischen Akademie Magdeburg und der Pädagogischen Hochschule Magdeburg die Otto-von-Guericke-Universität Magdeburg.

## Persönlichkeiten
- Gunter Benkißer, Ingenieurwissenschaftler und Hochschullehrer an der Universität Rostock
- Otto Neumeister, habilitierte 1979/1980 zum Dr. sc. techn. mit der Dissertation Wirtschaftlicher Schiffsbetrieb mit Dieselmotoren durch rationellen Kraftstoffeinsatz und hohe Verfügbarkeit.[1][2]